# Kavslund (Flensborg)
Kavslund (dansk) eller Kauslund (tysk) er en lille bebyggelse beliggende vest for Ves-Himmershøj i det østlige Flensborg i Sydslesvig i delstaten Slesvig-Holsten, Tyskland. Kavslund nævntes første gang i Flensborgs jordebog fra 1635. Stednavnet skal betegne en buskskov (≈kageskov). Efter en anden forklaring er navnet afledt af mandenavnet Kage. På sønderjysk/angeldansk udtales bynavnet Kåwslunj. Bebyggelsen bestod af en række husmandssteder (kåd) langs landvejen mellem Flensborg og Lyksborg. Omkring 1850 taltes der 12 husmandssteder. I året 1885 fik kådnerlandsbyen en station på amtsbane-strækningen Flensborg-Lyksborg-Kappel. 
I den danske periode indtil 1864 hørte landsbyen under Adelby Sogn (Husby Herred, Flensborg Amt). Senere kom det under Tved. I 1910 blev Tved indlemmet i Flensborg og Kavslund blev til et bo- og erhvervsområde i bydelen Mørvig i det nordøstlige Flensborg. Kavslund-Østermark (Kauslund-Osterfeld) mod øst er nyt parcelhusområde, som blev bygget i 2000'erne.